# Зарамазькі ГЕС
Зарама́зькі гідроелектроста́нції (рос. Зарама́гские ГЭС) — гідроенергетичний комплекс на річці Ардон в Алагирському районі Північної Осетії, що складається з двох взаємопов'язаних гідроелектростанцій — чинної Головної ГЕС і Зарамазької ГЕС-1, що ще будується. Будівництво комплексу було розпочато 1976 року, його закінчення заплановано на 2018 рік.
Проект реалізується в складних природних умовах і відрізняється рядом унікальних для російської гідроенергетики технічних рішень — зокрема, Зарамазька ГЕС-1 буде мати найбільший в Росії напір, найпотужніші ковшові гідротурбіни, найдовший дериваційний тунель. Управління будівництвом здійснює АТ «Зарамагские ГЭС», яке є дочірнім підприємством ПАТ «РусГидро».

## Природні умови
Споруди Зарамазьких ГЕС розташовані на ділянці верхньої течії річки Ардон (приплив Терека) від села Нижній Зарамаг, де річка виходить з Туальської улоговини (в якій зливаються чотири основні складові річки — Мамісондон, Нардон, Адайком і Цміакомдон), до впадіння річки Баддон, протяжністю близько 16 км. На цій ділянці річка протікає гірською місцевістю, на висотах 1730-1010 метрів, у вузькому (ширина по дну 20-40 м) Касарській ущелині, глибиною до 600-800 м і похилом схилів до 45°. Ущелині прорізає Бічний хребет, складеного скельними метаморфічними (сланці) та виверженими (граніти) породами, розірваними тектонічними порушеннями і зонами дроблення. Заплавна частина долини заповнена шаром алювіальних та озерно-алювіальних відкладів потужністю до 45 м, на глибині близько 25 м серед цієї товщі в основі греблі залягає шар пилуватих суглинків. Будівництво споруд ускладнюється наявністю в скельних породах численних тектонічних зон, активним розвитком схилових процесів (зсуви, каменепади, сіли, снігові лавини). Сейсмічність району будівництва складає 9 балів за шкалою MSK-64.
Річка Ардон у створі Головної ГЕС має водозбірну площу 552 км², середньорічна витрата — 17,6 м³/с, середньорічний стік — 530 млн м³. Максимальна розрахункова витрата забезпеченістю 1 % (1 раз на 100 років) становить 277 м³/с, 0,1 % (1 раз на 1000 років) — 435 м³/с, спостерігається мінімальна витрата — 1,0 м³/с. У районі розташування Зарамазьких ГЕС річка Ардон має характер турбулентного водного потоку зі швидкостями течії 2,5—3,5 м/с. Внутрішньорічний розподіл стоку річки вкрай нерівномірний, у весняно-літній період проходить до 85—90 % річного стоку, гідрологічний режим річки характеризується бурхливими зливовими паводками на тлі льодовикового стоку. Річка переносить багато наносів, їх річний стік оцінюється в 235 тис. м³. Клімат району будівництва континентальний, з помірно холодною зимою і теплим літом. Абсолютний максимум температури у створу Головної ГЕС становить 32°С, абсолютний мінімум -34°С. Максимальна швидкість вітру досягає 30 м/с.
В долині річки Ардон у зоні будівництва проходить Транскавказька магістраль. Основні споруди гідроелектростанцій знаходяться в охоронній зоні Північно-Осетинського державного природного заповідника, а дериваційний тунель № 2 безпосередньо перетинає територію заповідника.

## Опис споруд
Зарамазький гідровузол є складним комплексом взаємопов'язаних споруд, який поділяється на дві групи: споруди головного вузла (Головна ГЕС) та споруди Зарамазької ГЕС-1. Головна ГЕС створена за приплотинною схемою і використовує напір, створюваний ґрунтовою греблею. Зарамазька ГЕС дериваційного типу, використовує напір, створюваний за допомогою довгого дериваційного тунелю. Сумарна встановлена потужність комплексу ГЕС — 352 МВт, середньодобова потужність — 24,9 МВт, сумарна середньорічна вироблення — 812 млн кВт·год.

### Головний вузол

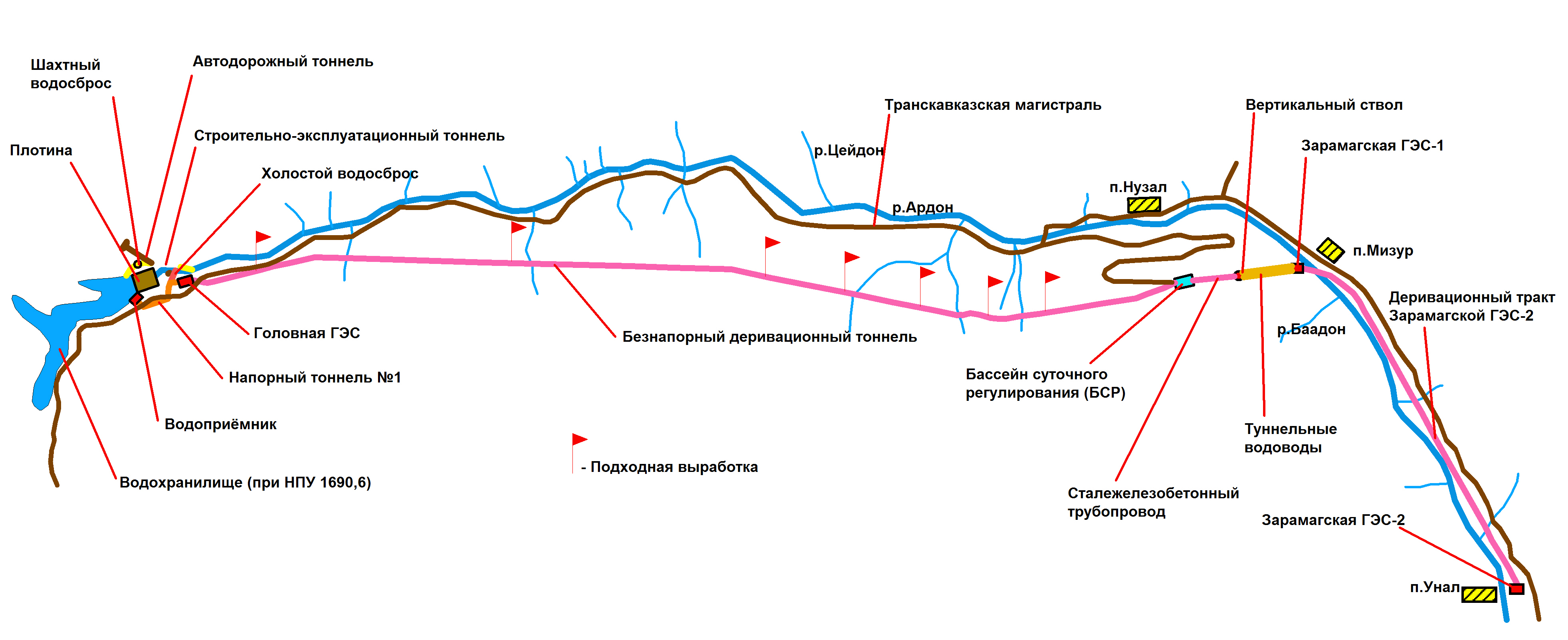
Схема Зарамазьких ГЕС
Зліва південь, праворуч північ

Споруди комплексу головного вузла забезпечують забір води у дериваційний тракт Зарамазької ГЕС-1 з утвореного греблею водосховища. При цьому створюється греблею напір використовується для вироблення додаткової електроенергії на Головній ГЕС. Комплекс головного вузла включає у себе греблю, водосховище, будівельно-експлуатаційний водоскид, водоприймач, напірний тунель №1, будівля Головної ГЕС, ВРП 110 кВ.

#### Гребля
Ґрунтова гребля насипна, максимальна висота греблі 39 м, довжина 300 м, ширина по підошві 330 м, об'єм насипу 1,586 млн м³. Гребля відсипана з галечно-гравелистих ґрунтів, має протифільтраційне ядро з супісчано-щебенистих ґрунтів. У ході будівництва початковий проект греблі було змінено — зменшена висота греблі (за первинним проектом вона повинна була складати 79 м при обсязі насипу 3,726 млн м³), насип галечно-гравелистих ґрунтів у наполегливих призмах була частково замінена на насип рядового каміння з гірських осипів, що істотно підвищило надійність греблі. Особливістю греблі є підвищена по відношенню до нормального подпорному рівня води у водосховищі (НПР) відмітка гребеня греблі (1708 м при позначці НПЗ 1690,6 м; таким чином, гребінь греблі вище нормального рівня води у водосховищі на 17,4 м), що забезпечує безпеку греблі у випадку обвалення у водосховищі великого зсуву або обвалу. Крім того, конструкція греблі забезпечує можливість нарощування її висоти у разі прийняття в майбутньому такого рішення.

#### Водоскид
Будівельно-експлуатаційний водоскид призначений для пропуску річкового стоку на етапі будівництва після перекриття річки, а також для пропуску підвищених витрат річки під час паводків на етапі експлуатації ГЕС. Розташований на лівому березі, є похилою вежею зі заглибленим під рівень водосховища глибинним отвором, перекривають плоскими затворами (основним і аварійно-ремонтним), оперування якими проводиться канатним механізмом. Водоскид розрахований на пропуск 488 м³/с води при НПР і 932 м³/с при ФПР. Пропуск води проводиться через відвідний тунель круглого перерізу діаметром 5 м з залізобетонною обробкою, довжиною 520 м. Тунель переходить у залізобетонний лоток-канал прольотом 8 м, призначений для скидання води у річку Ардон, береги якої навпроти місця скидання укріплені бетонними кубами щоб уникнути розмиву. В будівельний період використовувався окремий водоприймач, нині затоплений водосховищем, а будівельний тунель, що йде до нього, закладено бетонною пробкою.

#### Будівля Головної ГЕС
Вода до будівлі Головної ГЕС і далі в деривацію Зарамазької ГЕС-1 подається через водоприймач і напірний тунель № 1, розташовані на правому березі. Водоприймач похилого типу обладнаний двома сміттєутримувальними ґратами і двома ремонтними плоскими затворами. Оперування ґратами і затворами проводиться за допомогою підйомника вантажопідйомністю 55 т. Напірний тунель № 1 має протяжність 674,29 м, перетин коритоподібний 7,3×7 м, оправа залізобетонна. Тунель забезпечений водовипуском з регульованим сегментним затвором, виконуючи таким чином функцію додаткового холостого водоскиду.
Будівля Головної ГЕС відкритого типу, берегова. У будівлі ГЕС встановлено один вертикальний гідроагрегат, обладнаний чотирьохлопатевою поворотно-лопатевою гідротурбіною ПЛ 70-В-340 з передтурбінним дисковим затвором. Діаметр робочого колеса гідротурбіни — 3,5 м, вага робочого колеса — близько 30 тонн. Турбіна приводить до руху гідрогенератора СВ 565/139-30 УХЛ4, видає електроенергію на напрузі 10 кВ. При розрахунковому напорі 18,6 м гідроагрегат розвиває потужність 15 МВт (у режимі ізольованої роботи Головної ГЕС; при спільній роботі з Зарамазькою ГЕС-1 потужність знижується до 10 МВт). Особливістю гідроагрегату є можливість значного збільшення його потужності (до 33 МВт) у разі прийняття рішення про збільшення висоти греблі; в цьому випадку конструкція робочого колеса передбачає його реконструкцію зі збільшенням кількості лопатей з 4 до 8. Виробник гідротурбіни — сизраньське ВАТ «Тяжмаш», гідрогенератора — новосибірське ВАТ «Элсиб». Вода, яка відпрацювала на гідроагрегаті, або скидається у відвідний канал і далі у русло річки Ардон (у період експлуатації Головної ГЕС до запуску Зарамазької ГЕС-1), або подається в дериваційний тракт Зарамазької ГЕС-1. Також можлива подача води у деривацію Зарамазької ГЕС-1 минаючи Головну ГЕС, для чого конструкцією станції передбачений блок конусних затворів, що відтинають гідроагрегат.
Електроенергія з гідроагрегату подається на відкритий розподільчий пристрій (ВРП) напругою 110 кВ, на ВРП встановлено один трансформатор ТД 40000/110У1 потужністю 40 МВА, виробник — «Тольяттинский Трансформатор». Видача електроенергії в енергосистему здійснюється двома лініями електропередачі 110 кВ до підстанцій «Нузал» і «Зарамаг».

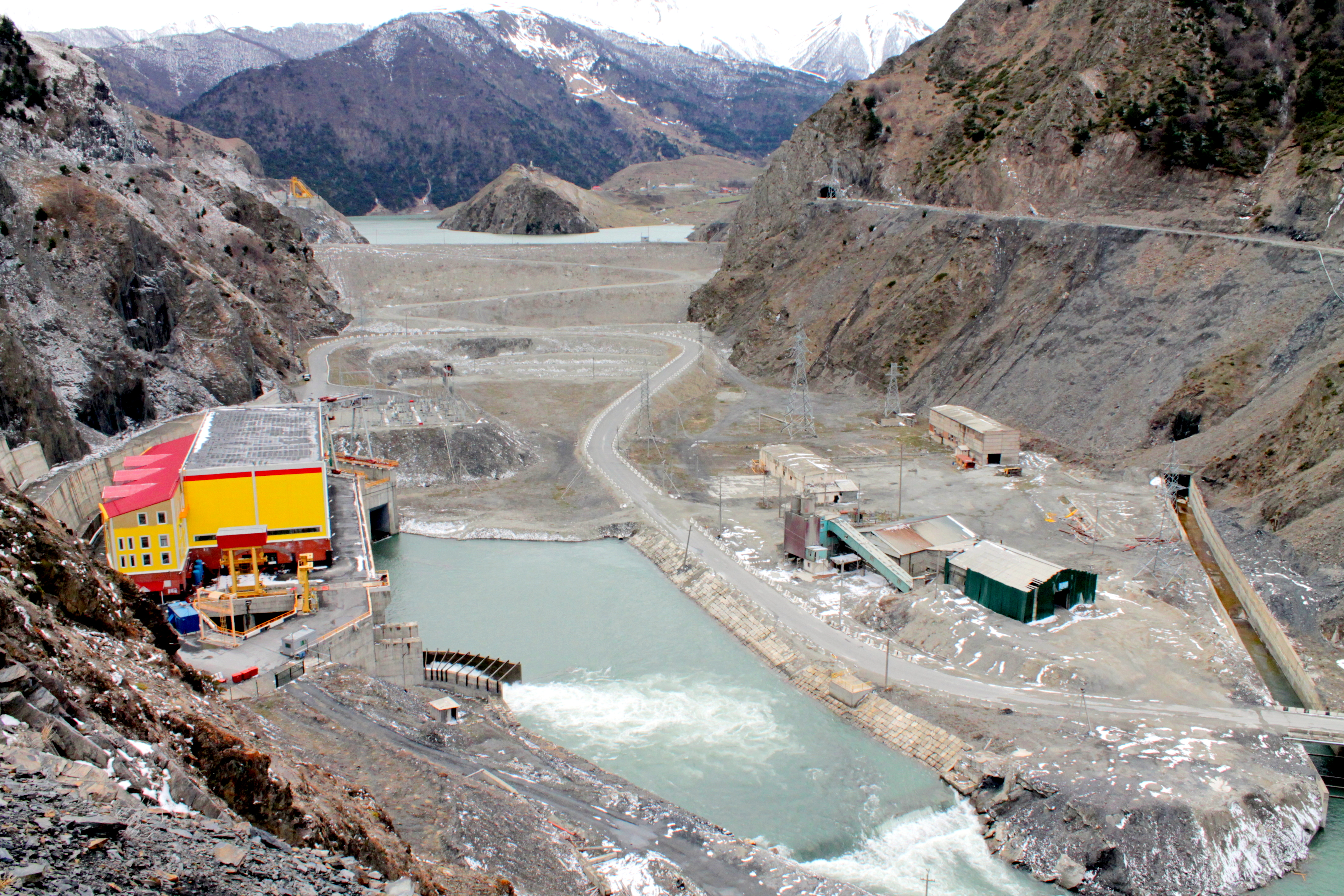
Панорама головного вузла Зарамазьких ГЕС

#### Водосховище
Гребля ГЕС створила невелике водосховище на річці Ардон повним обсягом 10,1 млн м³, корисним об'ємом 0,5 млн м³, максимальною глибиною 30,6 м. Відмітка нормального підпірного рівня (НПР) водосховища становить 1690,6 м, форсованого підпірного рівня (ФПР) — 1706 м, відмітка рівня мертвого об'єму (РМО) — 1690 м. Початковий проект передбачав створення водосховища сезонного регулювання (що дозволяє накопичувати воду у багатоводні періоди року і спрацьовувати її в межень) з відміткою НПР 1730 м, площею 2,5 км², повним обсягом 0,073 км³, корисним об'ємом 0,5 млн м³, максимальною глибиною 70 м, при цьому мало бути затоплено 130 га сільськогосподарських угідь. У поточному стані водосховищі практично не має регулювальної ємності і не може використовуватися для регулювання стоку.

Споруди і обладнання Головної ГЕС
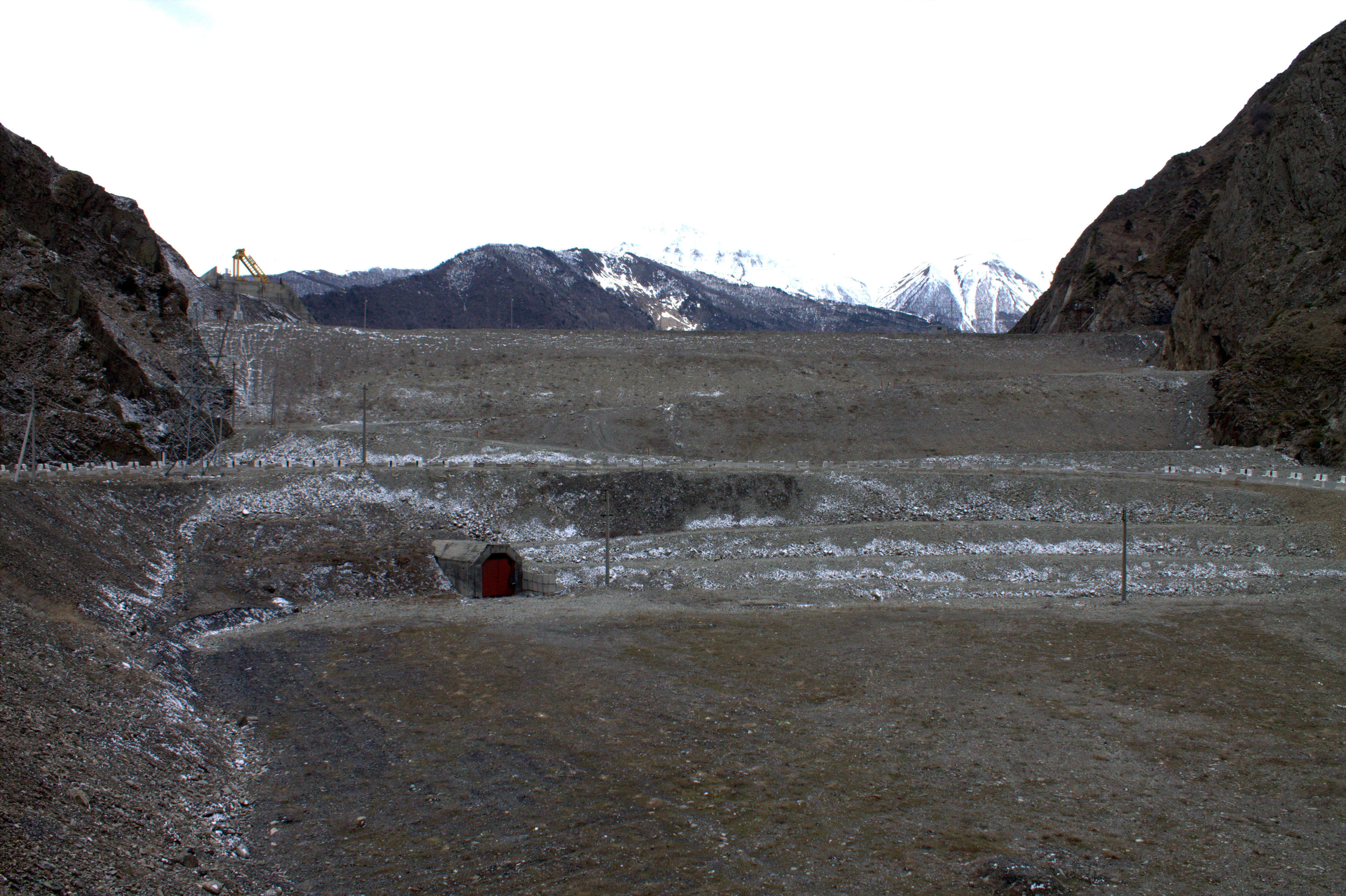
Гребля
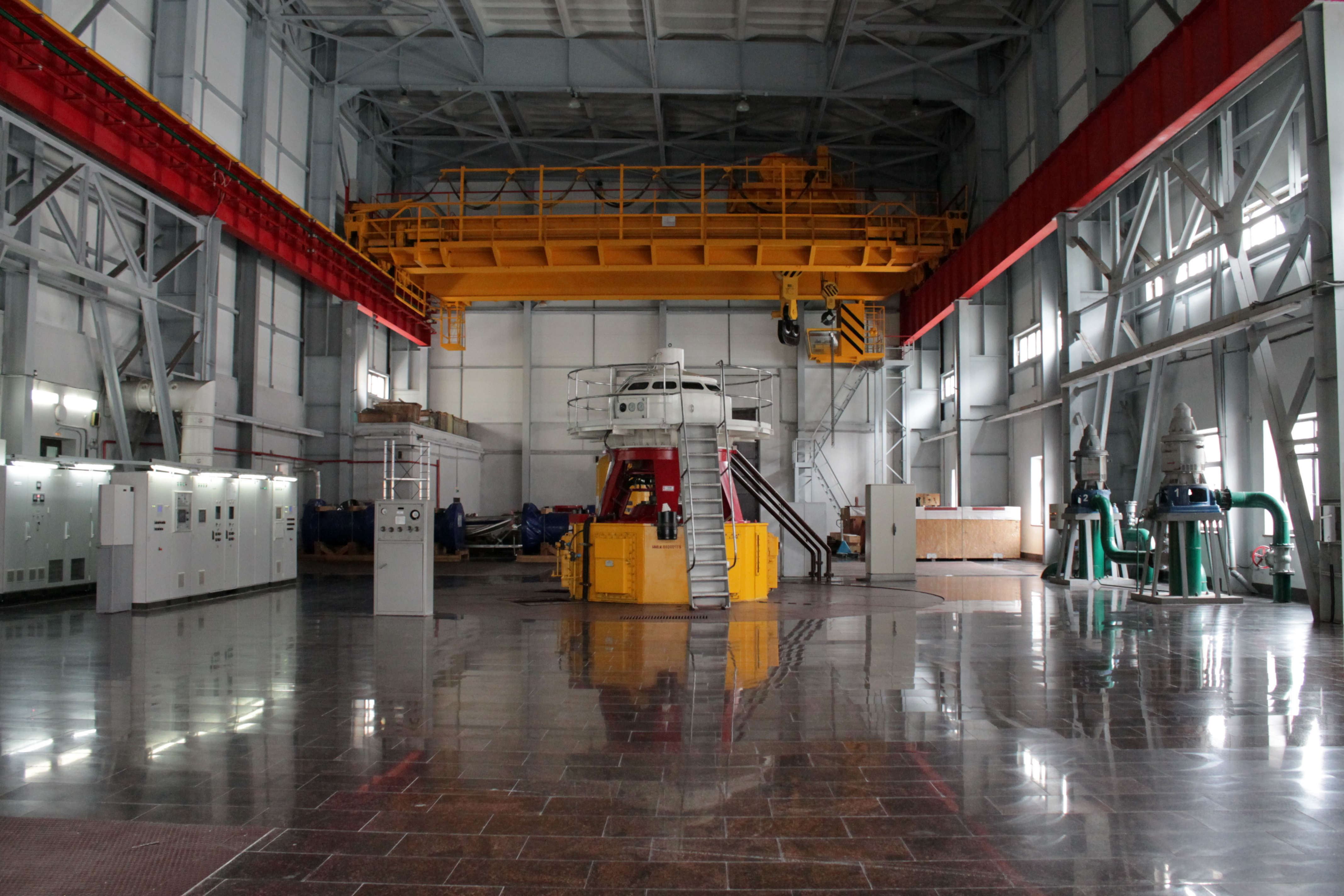
Машинний зал
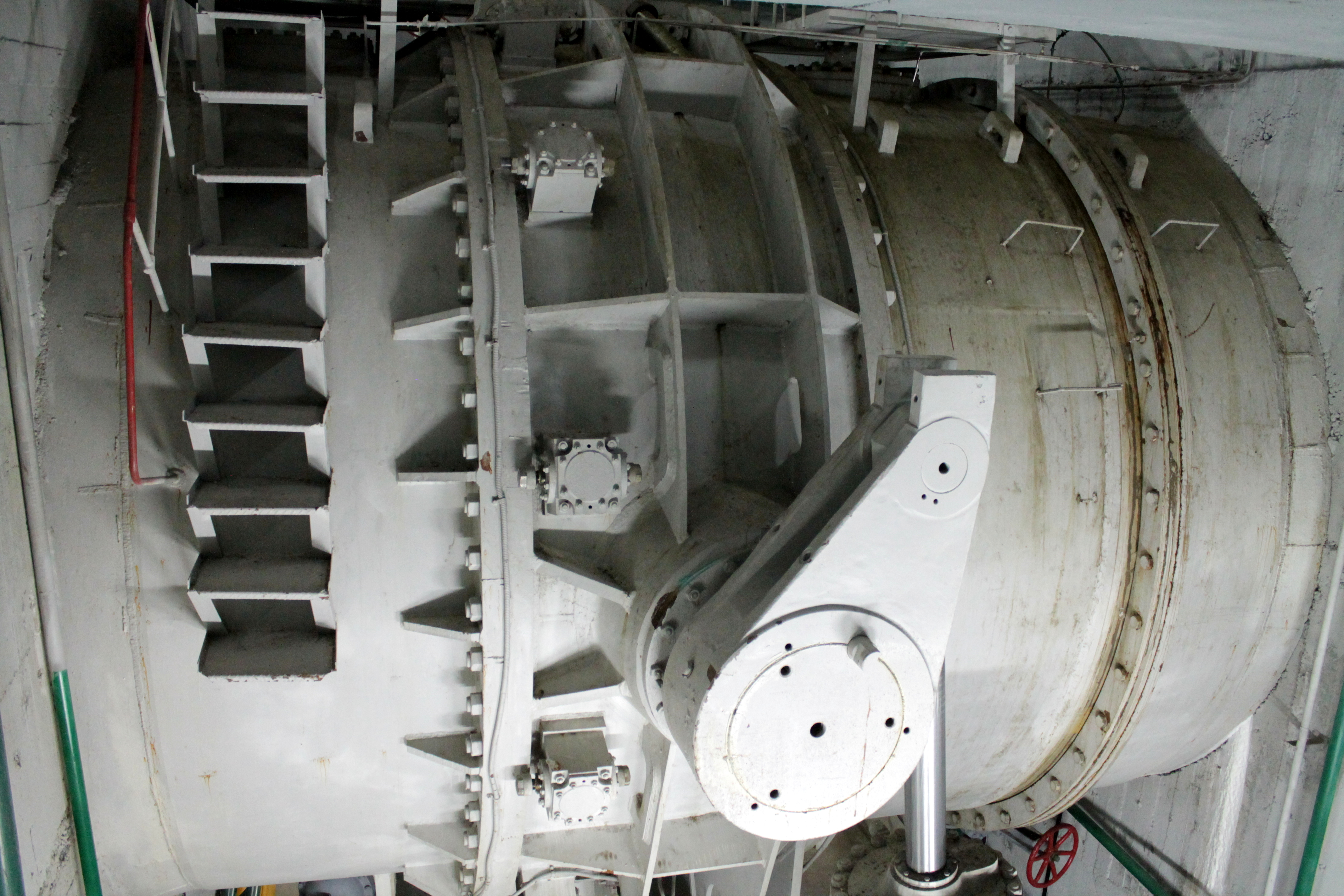
Дисковий затвор
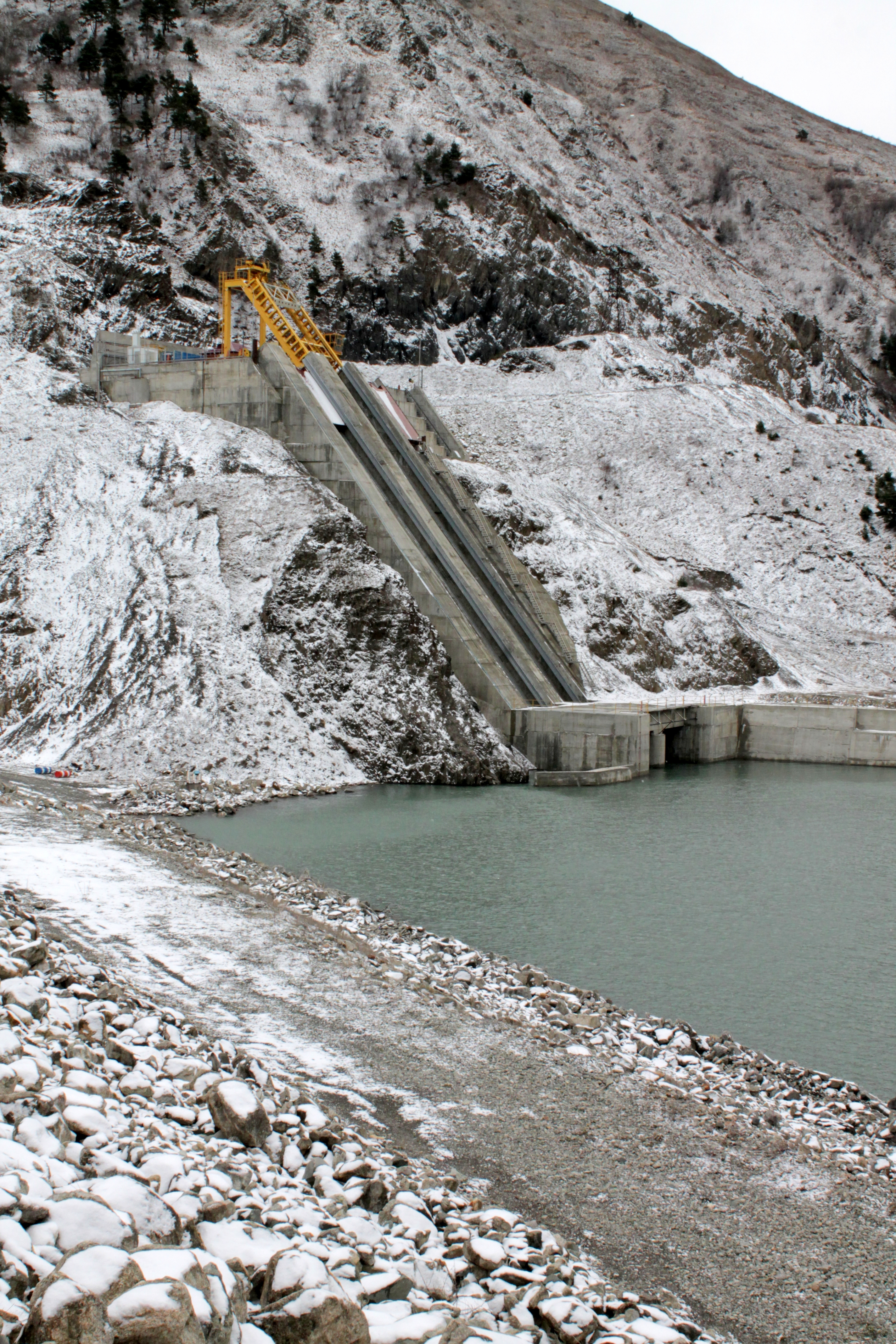
Водоприймач
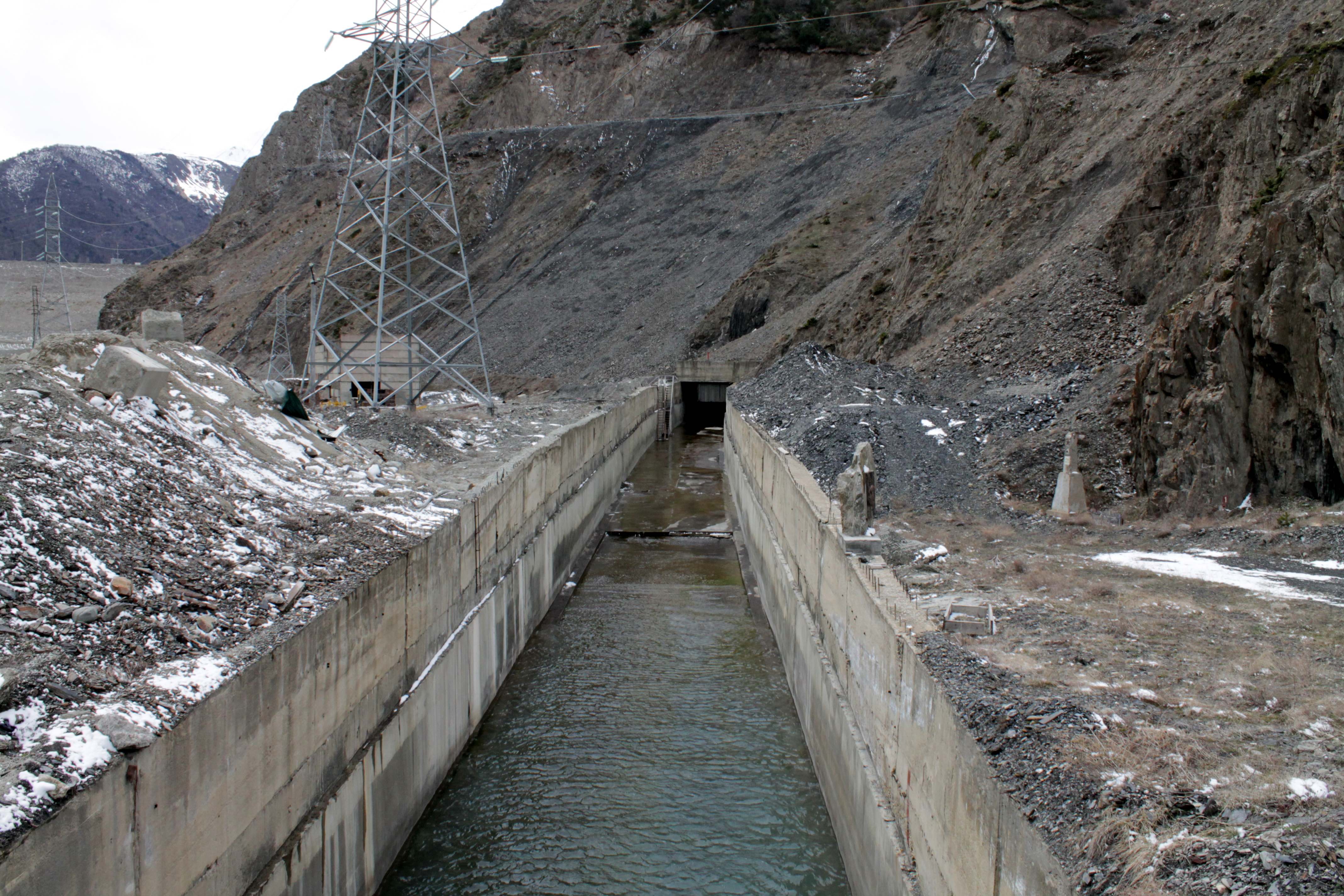
Лоток водоскиду
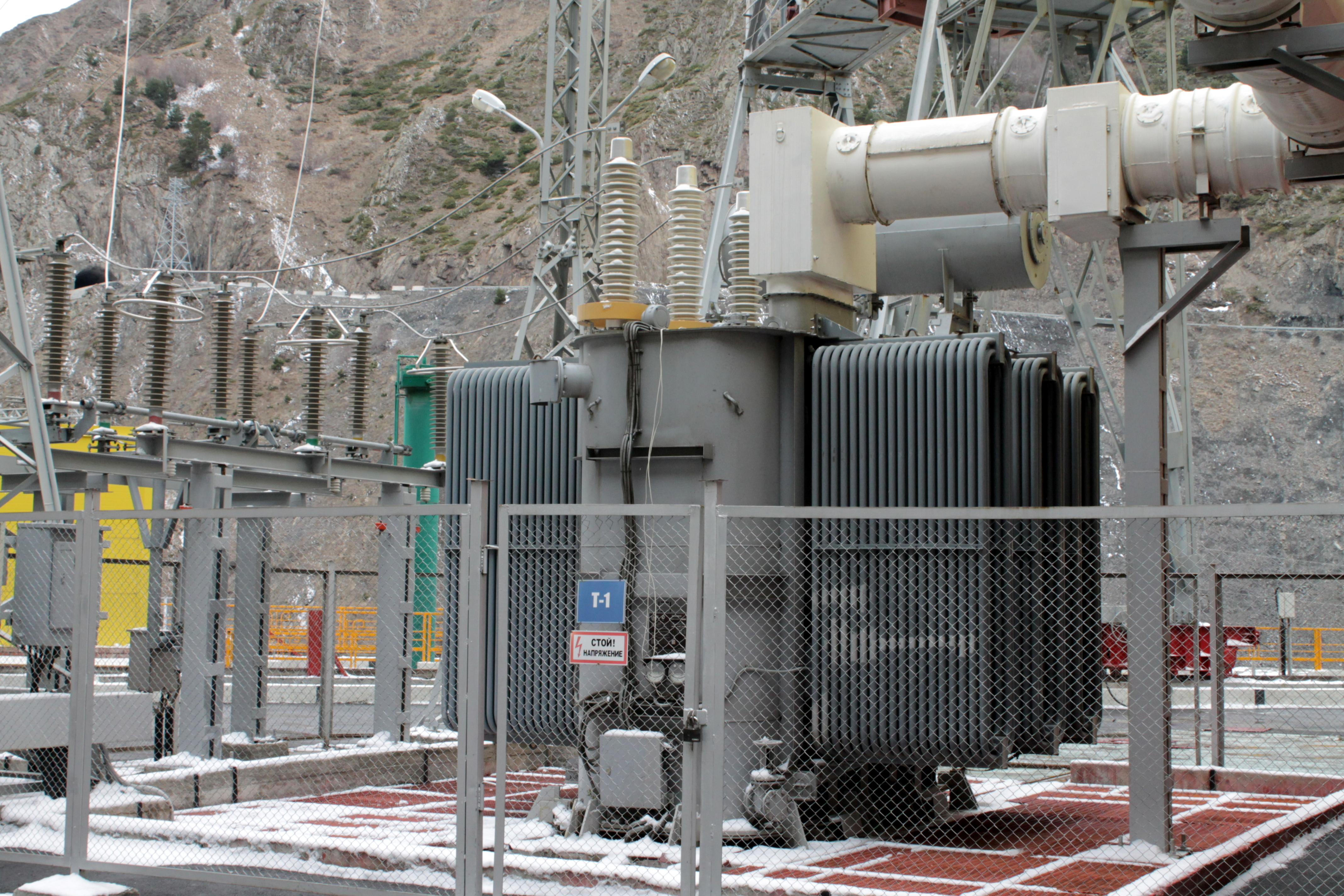
Силовий трансформатор
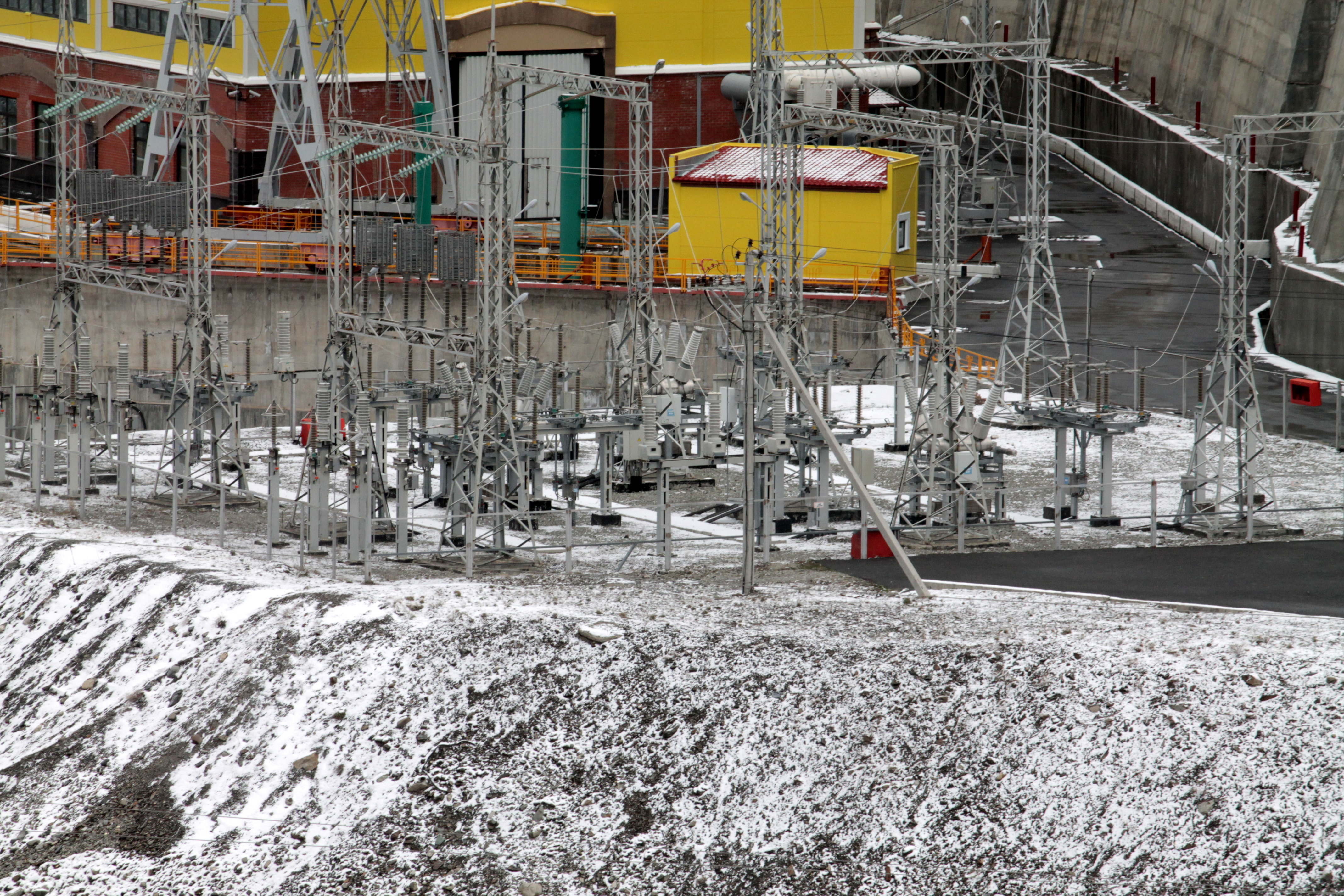
Розподільний пристрій

### Зарамазька ГЕС-1
Зарамазька ГЕС-1 повинна виробляти більшу частину електроенергії всього комплексу Зарамазької ГЕС. Це складна інженерна споруда, в значній мірі розташована під землею. Комплекс Зарамазької ГЕС-1 включає до себе дериваційний тунель № 2, напірно-станційний вузол (басейн добового регулювання з холостим водоскидом, водоприймач, сталезалізобетонний трубопровід, вертикальна шахта, субгоризонтальні водоводи), будівля ГЕС, КРПЕ 330 кВ.

#### Дериваційний тунель
Безнапірний дериваційний тунель № 2 призначений для підведення води до напірно-станційного вузла ГЕС, починається біля будівлі Головної ГЕС і закінчується біля басейну добового регулювання. Проектна довжина тунелю 14 226 м (рекордна для гідротехнічних тунелів Росії), перетин коритоподібний 4,5×4 м, обробка залізобетонна (в залежності від умов використовується кілька типів оброблення). Пропускна здатність тунелю становить 65 м³/сек, вода повинна проходити всю трасу тунелю за 50 хвилин. Траса тунелю перетинає різноманітні інтрузивні, метаморфізованні і осадові породи, які зазнали як складчасті, так і тектонічні порушення. Для проходки тунелю організовано 8 вибоїв, найдовша ділянка (7635,9 м) розташована між вибоями № 5 і № 6. Дана ділянка фактично визначає загальний термін будівництва тунелю і відповідно термін запуску ГЕС. Проходка тунелю була завершена наприкінці 2015 року.

#### Напірно-станційний вузол
42°49′47.2″ пн. ш. 44°2′19.9″ сх. д. / 42.829778° пн. ш. 44.038861° сх. д.
Споруди напірно-станційного вузла складаються з басейну добового регулювання, водоприймача, сталезалізобетонного турбінного водоводу, вертикальної шахти і субгоризонтальних водоводів. Басейн добового регулювання (БСР) ємністю 270 тисяч м³ призначений для накопичення води перед подачею її на турбіни ГЕС. Є забетонованою чашою максимальною глибиною 9,8 м, з масивними стінками, на основі яких розташована галерея для відведення фільтраційних витрат і розміщення контрольно-вимірювальної апаратури. На випадок відмови затворів на головному вузлі БСР обладнано холостим водоскидом пропускною здатністю 65 м³/сек, що скидає воду в річку Баддон. У місці сполучення БСР з дериваційним тунелем влаштовується спеціальна розсіювальний пристрій. Відмітка нормального підпірного рівня води у БСР — 1635,58 м, форсованого підпірного рівня — 1641,8 м.
Водоприймач призначений для подачі води з БСР у водогін. Обладнаний сміттєутримувальними ґратами, а також плоскими ремонтним і аварійно-ремонтним затворами, оперування якими здійснюється за допомогою канатного механізму вантажопідйомністю 125 т і мостового крана вантажопідйомністю 50 т. Сталезалізобетонний турбінний водогін має внутрішній діаметр 4,4 м і довжину 602 м, після укладання засипається ґрунтом для захисту бетонної оболонки від зовнішніх впливів, переходить у вертикальну шахту (залізобетонна обробка з металевим облицюванням) діаметром 3,6 м і 507 м завглибшки. В нижній частині шахти розташована розвилка на два субгоризонтальних тунельних водоводу діаметром 2,5 м і довжиною по 928 м. В кінцевій частині одного з водогонів передбачено холостий водоскид у річку Ардон в обхід турбін ГЕС.

#### Будівля Зарамазької ГЕС-1
42°50′42.26″ пн. ш. 44°2′36.16″ сх. д. / 42.8450722° пн. ш. 44.0433778° сх. д.
Будівля ГЕС наземна, за проектом повинно бути обладнана двома вертикальними гідроагрегатами з ковшовими гідротурбінами К-600-В6-341,2 (за первинним проектом планувалися турбіни К-461-В-332, потім К-600-В6-334,5), що працюють при розрахунковому напорі 619 м. Діаметр робочого колеса турбіни — 3,345 м, номінальна частота обертання — 300 об/хв. Турбіни ГЕС працюватимуть на рекордному для російських ГЕС натиску, також турбіни ГЕС будуть найбільшими ковшовими турбінами на російських ГЕС та одними з найбільших у світі. Гідротурбіни приводять у дію два гідрогенератора СВ 685/243-20 потужністю 173 МВт. Виробник гідротурбін — німецька компанія Voith Siemens Hydro Power Generation, контракт на постачання гідрогенераторів укладено з ВАТ «Элсиб». З метою забезпечення можливості швидкого перекриття надходження води до турбін будівля ГЕС має бути обладнана передтурбінними кульовими затворами діаметром 2 м, виробництва заводу «Турбоатом». Для збирання/розбирання гідроагрегатів у машинному залі планується змонтувати мостовий кран вантажопідйомністю 500 т. Відпрацьована на турбінах вода скидатиметься через відвідний канал у русло Ардона, при цьому конструкцією каналу передбачено його сполучення з деривацією перспективної Зарамазької ГЕС-2.
Видача електроенергії з генераторів повинна проводитися на напрузі 15,75 кВ на два силових трансформатора потужністю по 230 МВА, а з них — на комплектний розподільчий пристрій елегазовий (КРПЕ) напругою 330 кВ. Видачу електроенергії в енергосистему планується здійснити за двома лініями електропередачі напругою 330 кВ і завдовжки 30 км до підстанції «Алагир.

Споруди Зарамазької ГЕС-1 (станом на квітень 2013 року)
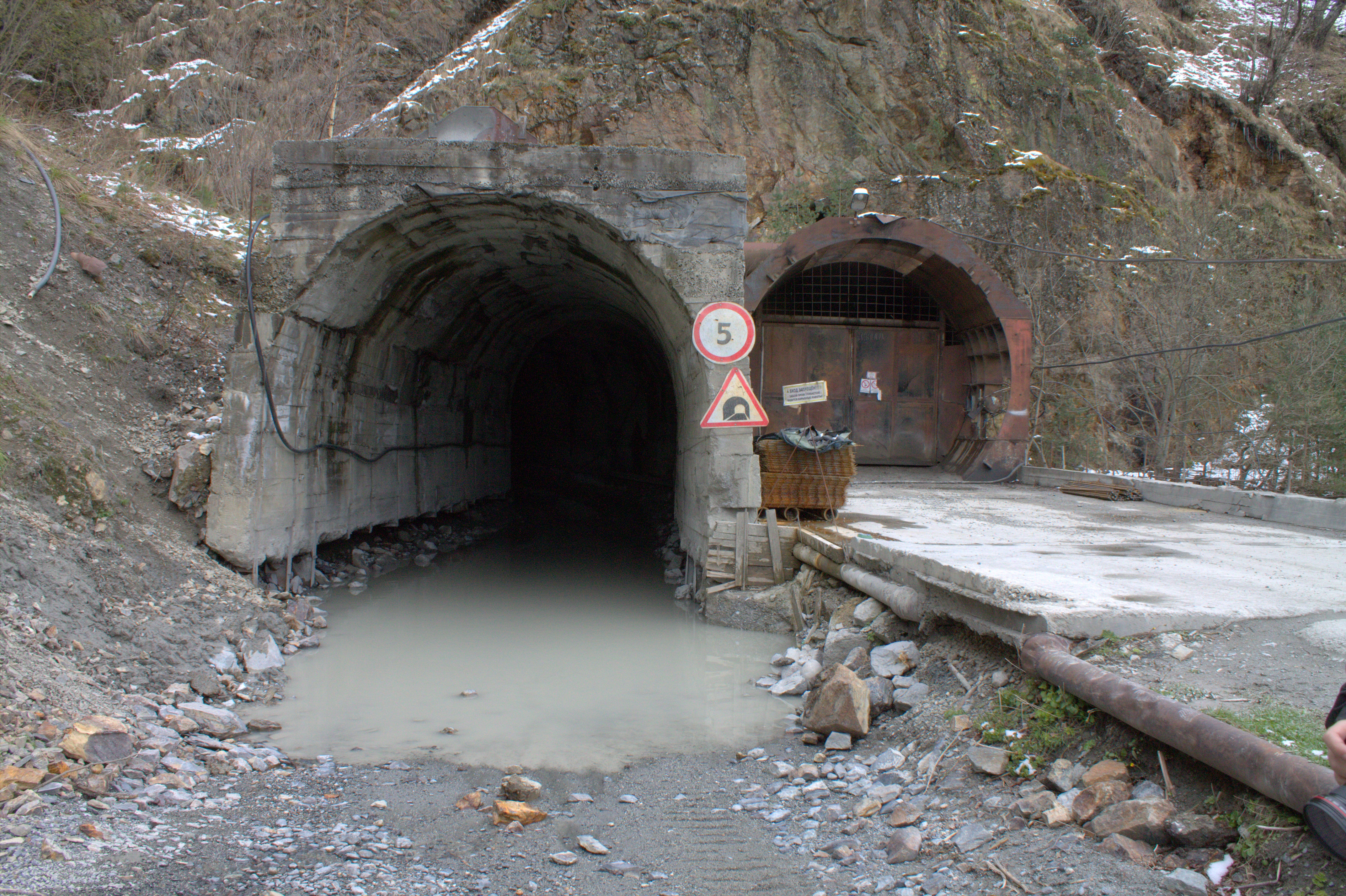
Підхідна штольня до дериваційного тунелю
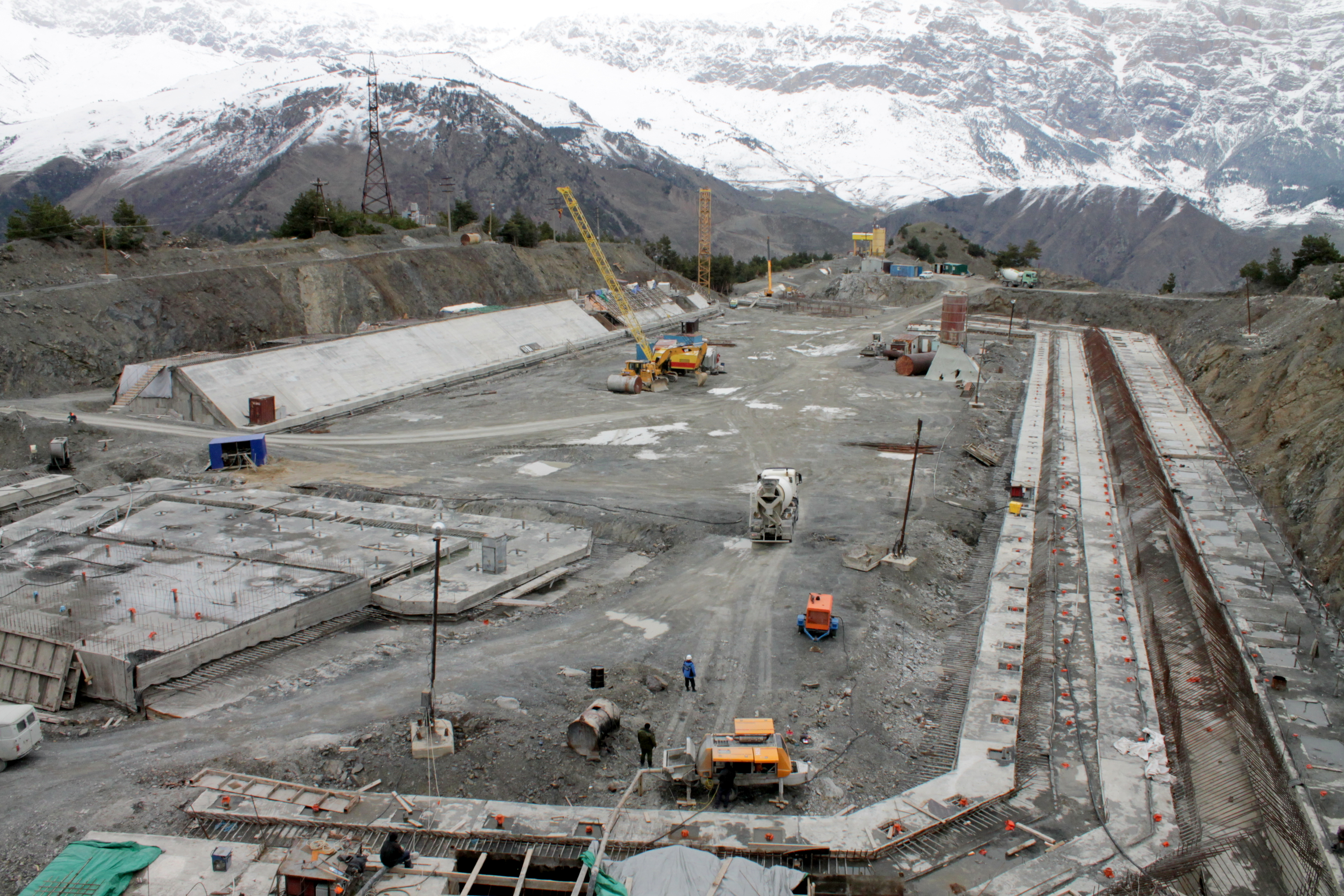
Басейн добового регулювання
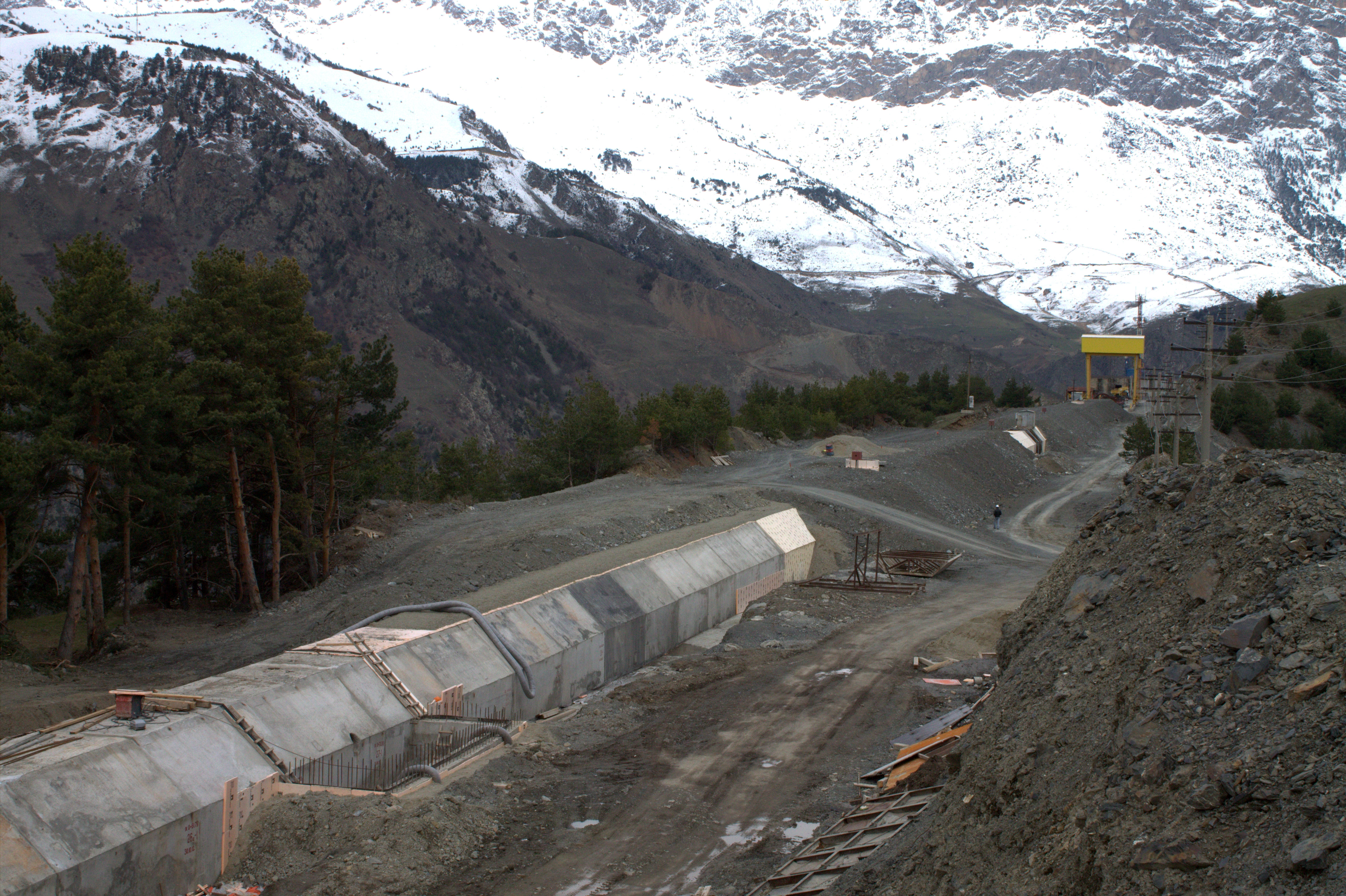
Сталезалізобетонний водогін
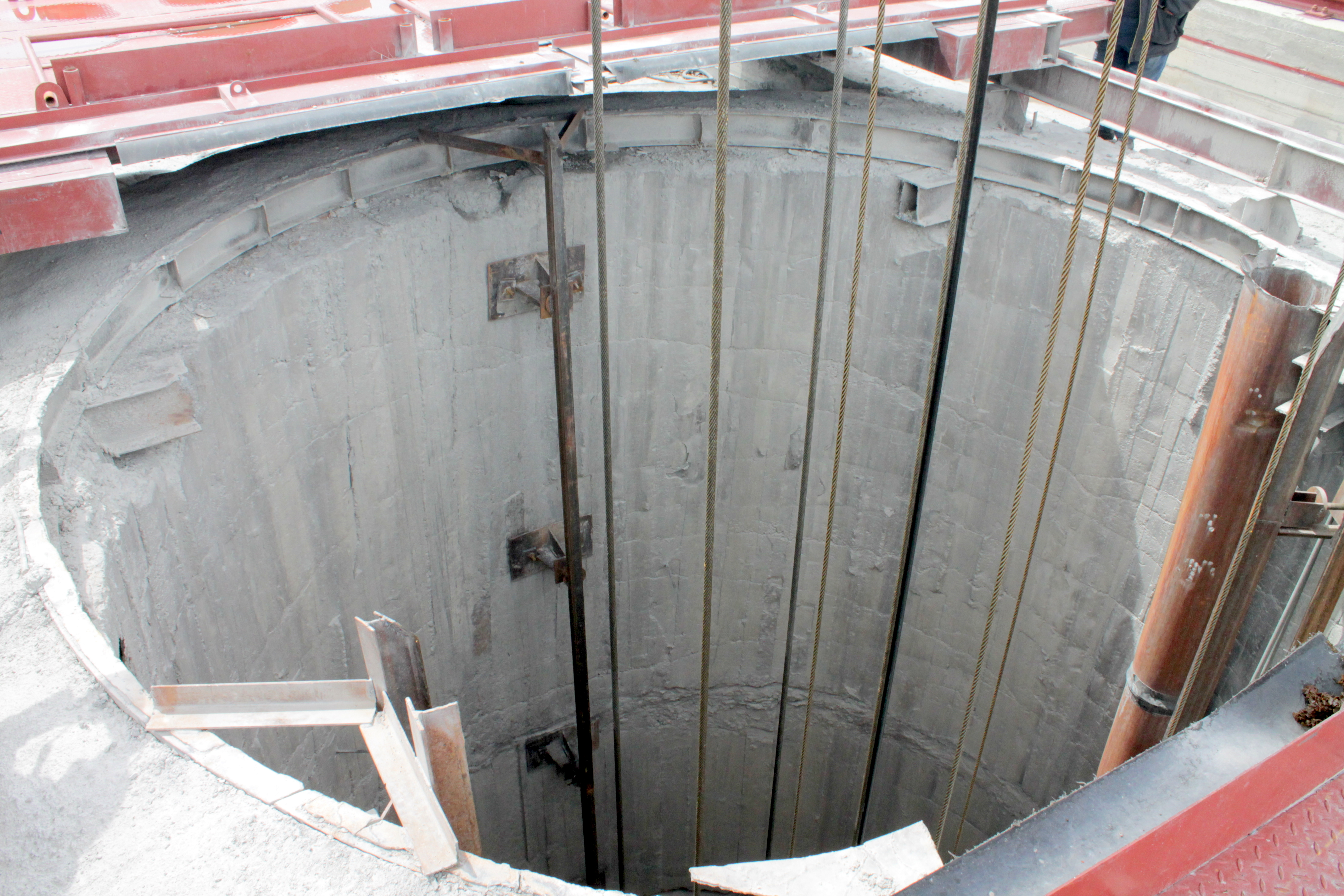
Вертикальна шахта
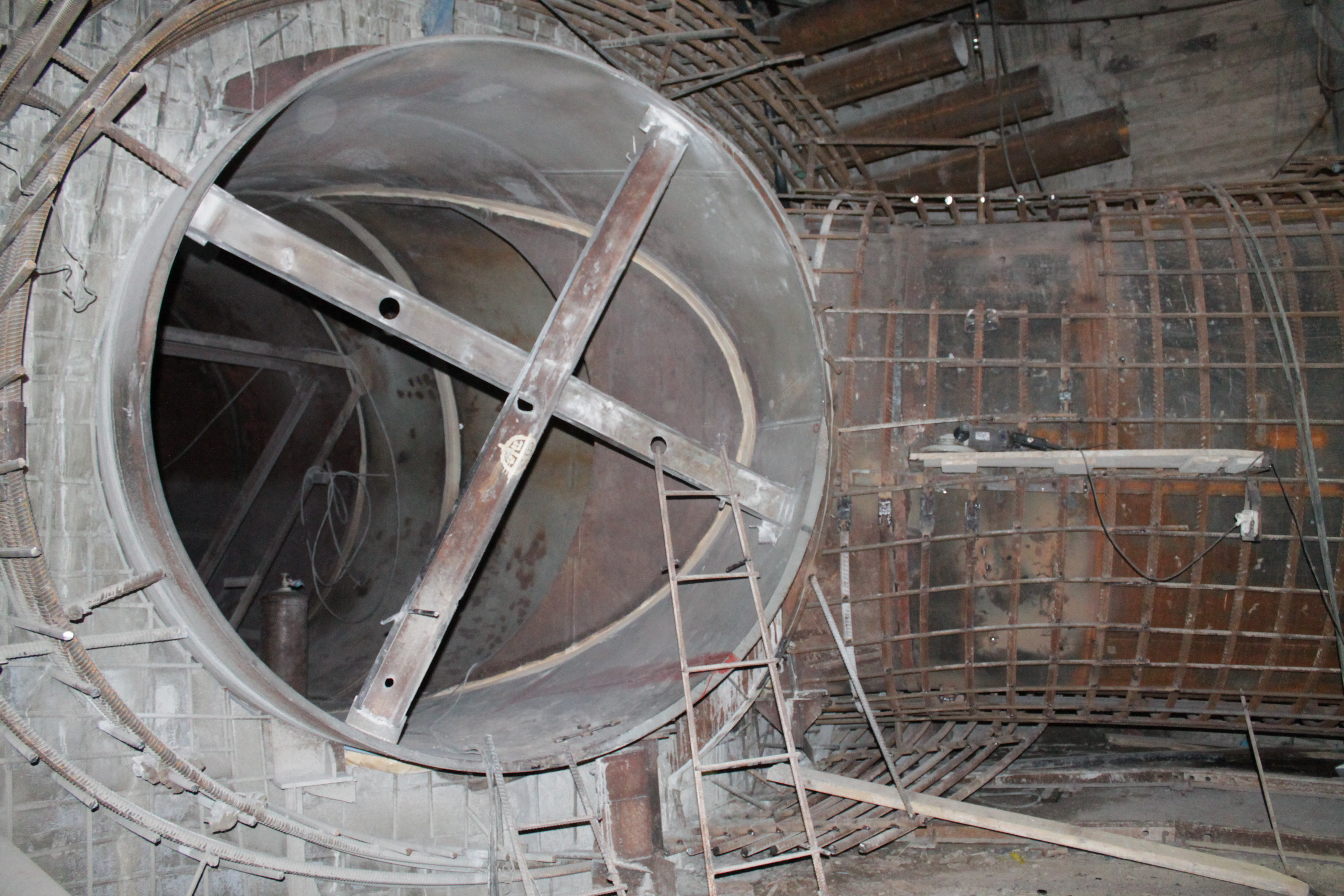
Камера розвилки водоводу
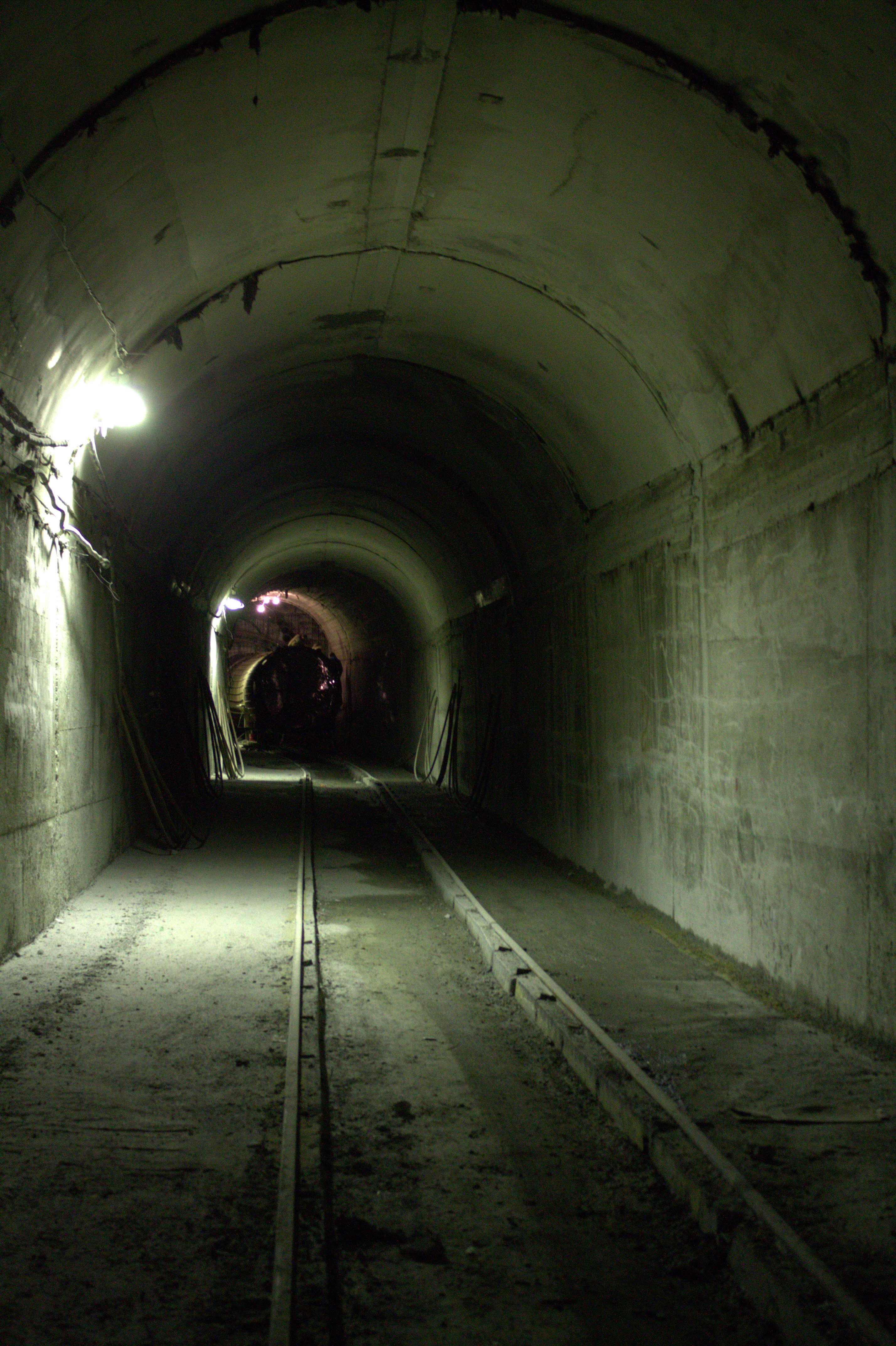
Тунель субгоризонтального водогону

## Наслідки створення Зарамазьких ГЕС

### Екологічні наслідки
Будучи джерелом відновлюваної енергії, Зарамазькі ГЕС після пуску дозволять витіснити з паливного балансу Північного Кавказу близько 270 тисяч тонн умовного палива. Очікується, що це дозволить запобігти щорічні викиди в атмосферу окиснів азоту в кількості 3,5 тисяч тонн, окиснів сірки — 8,2 тисячі тонн, золи — 3 тисяч тонн, вуглекислого газу — 420 тисяч тонн. У зв'язку з невеликими розмірами водоймища його вплив на мікроклімат незначний, воно простежується лише в радіусі 100 метрів від узбережжя. Згідно з дослідженнями, водосховище не матиме впливу на Тибське родовище мінеральних вод, а також джерела Кудзахта і Нарської групи. Проект будівництва Зарамазьких ГЕС пройшов процедуру оцінки впливу на довкілля (ОВД).

### Критика

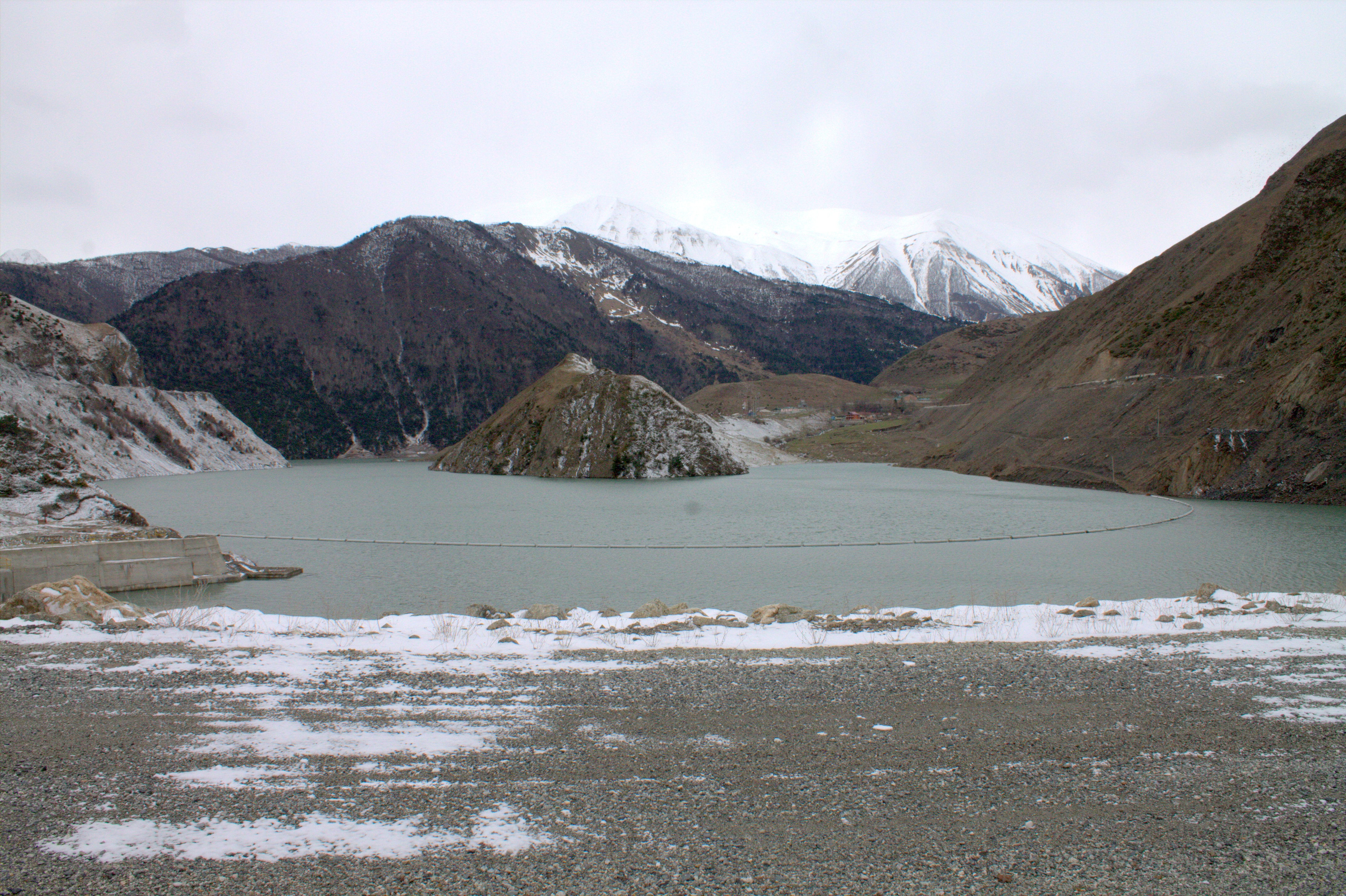
Зарамазьке водосховище

Будівництво Зарамазьких ГЕС викликає побоювання у ряду осіб та громадських організацій. Критики проекту акцентують увагу на небезпеку затоплення археологічних пам'яток, небезпеки руйнування греблі і Транскавказької магістралі.
Затоплювана водосховищем територія колись була дуже щільно заселена і представляє значний археологічний інтерес, однак детальні дослідження в даному напрямку раніше в цьому районі не проводилися. Масштабні археологічні розкопки в зоні затоплення проводилися в 2006-2008 роках (зокрема, 2007 року в зоні затоплення працювали чотири археологічні експедиції, які проводили розкопки на площі 8000 м²). Детально досліджувався відкритий Айдадонський некрополь кобанської культури, що датується XIV—VI століттями до н. е., в ході розкопок були виявлені численні стародавні поховання, розташовані в кам'яних гробницях у чотири яруси, а також велика кількість металевих предметів. Також археологічні розкопки проводилися на середньовічному могильнику «Мамісондон», багатошаровому поселенні «Цмі» й стоянки епохи мезоліту «Цмі-2».
Водосховище ГЕС є федеральної власністю Росії, і рятувальні археологічні роботи мають фінансуватися з федерального бюджету, проте необхідні кошти виділені не були, у зв'язку з чим розкопки проводилися за рахунок коштів, виділених ВАТ «РусГидро» в обсязі 84 млн рублів. У ході проведених досліджень з'ясувалося, що площа досліджуваних об'єктів перевищує включену в кошторис робіт; для проведення робіт у повному обсязі були потрібні додаткові кошти, які бюджетом «РусГидро» заплановані не були, отримати бюджетне фінансування на ці цілі також не вдалося. У зв'язку з цією ситуацією висловлювалися думки про необхідність відкласти початок затоплення ложа водосховища або взагалі відмовитися від добудови об'єкта.
Висловлюються побоювання можливого прориву греблі у разі землетрусу або сходу великого зсуву ґрунту з катастрофічними наслідками для нижчих населених пунктів, а також підмиву водосховищем Транскавказької магістралі з її руйнуванням, що спричинить за собою транспортну ізоляцію Південної Осетії. Фахівці наукових і проектних організацій відзначають прийнятий в проекті великий запас сейсмостійкості греблі (11,25 бала при сейсмічності місцевості в 9 балів), розміщення греблі на єдиному скельному блоці (найближчий тектонічний розлом розташований в 1 км від створу греблі). Проектом передбачено ряд протизсувних заходів, зокрема спорудження обвідного тунелю довжиною 1160 м і діаметром 5 м на випадок сходу Далагкауського зсуву і перекриття їм русла річки Мамісондон, а також значний запас висоти гребеня дамби над рівнем водосховища. Значного впливу водосховища на Транскавказьку магістраль у проектних матеріалах не очікується, у разі якщо спеціально організований моніторинг виявить якісь негативні процеси, передбачається розробка заходів щодо інженерного захисту дороги.

## Історія будівництва

### Проектування
Північна Осетія є енергодефіцитнии регіоном — власні енергоджерела забезпечують лише 16 % енергоспоживання республіки. Тим же часом річки республіки володіють значним енергетичним потенціалом, що становить 5,2 млрд кВт·год. Гідроенергетичний потенціал річок республіки використовується кількома малими і середніми гідроелектростанціями, введеними переважно в 1930-х — 1950-х роках, — Езмінською, Гізельдонською, Дзауджикауською та кількома малими ГЕС загальною потужністю 81,11 МВт; чинними ГЕС використовується не більше 7 % економічно ефективного гідроенергетичного потенціалу річок республіки. Гідроенергетичні ресурси представлені річкою Терек та її притоками, що стікають з Великого Кавказького хребта, з яких найзначнішою є річка Ардон. Найсприятливішою для будівництва ГЕС на цій річці є ділянка Кассарської ущелини, де протягом 16 кілометрів річка має падіння близько 700 метрів, що створює умови для спорудження в цьому районі потужної дериваційної ГЕС.
З 1966 по 1968 роки інститут «Гідропроект» на основі багаторічних досліджень розробив «Схему використання водних ресурсів р. Ардон». Даною схемою передбачалося на ділянці Нижній Зарамаг — Тамиськ створити каскад з трьох гідроелектростанцій сукупною потужністю 562 МВт і середнім річним виробленням електроенергії 1409 млн кВт·год. У подальшому параметри окремих каскадів гідроелектростанцій неодноразово уточнювалися, збільшилася і їх число — з'явився додатковий рівень каскаду, Головна ГЕС потужністю 35 МВт. Проектування Зарамазької ГЕС велося з урахуванням наявної того часу масштабної програми будівництва маломаневрених атомних електростанцій, у зв'язку з чим ГЕС була запроектована як пікова, тобто призначена для роботи у піковій частині графіку навантажень. Техніко-економічне обґрунтування будівництва Зарамазьких ГЕС було розроблено Вірменським відділенням інституту «Гідропроект» з 1973 по 1974 роки та схвалено науково-технічною радою Міністерства енергетики СРСР. Технічний проект Зарамазьких ГЕС було затверджено наказом Міністерства енергетики СРСР № 81-ПС від 5 липня 1978 року; розпорядженням Ради Міністрів СРСР № 1268р від 5 червня 1979 року Зарамазькі ГЕС включено до титульного списку знов започаткованих 1979 року будов виробничого значення.
Початковий проект неодноразово коригувався з різних причин — через посилення екологічних вимог, перегляду сейсмічності району будівництва, виявлення раніше неврахованих геологічних особливостей, появи нових технологій тощо. Перша значна зміна проекту відбулося 1993 року, коли з екологічних міркувань відмітка НПР водосховища була знижена на 40 м, що спричинило за собою і зниження висоти греблі, а проект був перезатверджений під нові параметри. Тим же часом спорудження і обладнання гідровузла дозволяють при необхідності довести параметри станції до первинних — так, водоприймачі водоскиду і Головної ГЕС побудовані з урахуванням можливості роботи на первісній оцінці водосховища, турбіна і генератор Головної ГЕС також мають значний запас потужності, а конструкція греблі передбачає можливість нарощування її у висоту.
1995 року функції генпроектувальника станції були передані інституту «Ленгідропроект», який вніс значні зміни в конструкцію гідроенергетичного комплексу. Найістотнішими з них є:
- Зміна конструкції верхової перемички на варіант перемички з екраном;
- Зміна конфігурації будівлі Головної ГЕС, з метою її розміщення повністю на скельній основі;
- Зміна конструкції водоприймача будівельно-експлуатаційного водоскиду;
- Зміни конструкції греблі, що забезпечуватимуть її більш високу надійність;
- Зменшення довжини тунелю № 1, введення холостого водовипуску з тунелю;
- Повне перепроектування басейну добового регулювання зі значним збільшенням сейсмостійкості об'єкта;
- Зміна конструкції субгоризонтального водогону — введення другого водогону;
- Повне перепроектування будівлі Зарамазької ГЕС-1;
- Зміна схеми видачі потужності ГЕС-1 (перехід на напругу 330 кВ замість 110 кВ), заміна відкритого розподільчого пристрою на КРПЕ.

Такі масштабні зміни привели до необхідності чергового перезатвердження проекту Головдержекспертизою РФ, що вимагало проходження 2011 року громадських слухань.

### Будівництво
Підготовчі роботи зі спорудження Зарамазьких ГЕС було розпочато в червні 1976 року силами ЧиркейГЕСбуду (ЧиркейГЭСстрой), з 1979 року почалося зведення основних споруд, з 1982 року — проходка дериваційного тунелю. З самого початку робіт будівництво зіткнулося з проблемами фінансування, матеріально-технічного постачання, організації робіт; окрім того, наприкінці 1980-х років проект став активно критикуватися екологічними організаціями. Внаслідок, 1989 року будівельно-монтажне управління з будівництва Зарамазьких ГЕС було ліквідовано через систематичний зрив планових термінів робіт, будівництво ГЕС було припинено, почався перегляд проекту. А втім, до 1990 року вдалося виконати значну частину дериваційного і будівельного тунелів, розкрити котлован басейну добового регулювання.
1993 року був затверджений новий технічний проект ГЕС, що включав зниження висоти греблі на 40 метрів, що зменшувало площу затоплення, але позбавило водосховища регулювальної ємності, знизило потужність Головної ГЕС до 10 МВт (з 32 МВт) і зменшило вироблення електроенергії комплексу з 852 до 812 млн кВт·год. 1994 року керівництво РАО «ЕЭС России» прийняло ряд організаційних заходів щодо упорядкування процесу управління будівництвом, але аж до 2001 року у зв'язку з невеликими обсягами фінансування темпи робіт були дуже низькими, найпомітнішою подією на будівництві стало завершення спорудження будівельного водоскиду і перекриття річки в грудні 1998 року. У квітні 1999 року відбулася нарада РАО «ЕЭС России» під керівництвом А. Б. Чубайса з участю керівників республіки Північна Осетія, представників генерального проектувальника та підрядних організацій. За підсумками наради було вирішено створити ВАТ «Зарамагские ГЭС» (зареєстровано 5 травня 2000 року), фінансування будівництва було трохи збільшено, однак обсяг виділених коштів (приблизно 200 млн рублів на рік) був явно недостатнім, їх вистачало переважно лише для підтримки вже побудованих споруд.
З 2001 року фінансування було дещо збільшено (хоча й в недостатньому для повномасштабного розвороту робіт обсязі), що дозволило активізувати будівельні роботи. Була вироблена концепція випереджального будівництва Головної ГЕС, у зв'язку з чим основні роботи були сконцентровані на об'єктах головного вузла. В ході реформи електроенергетики Росії 2004 року було створено ВАТ «ГидроОГК» (пізніше перейменоване у ВАТ «РусГидро»), до складу якого поетапно увійшло більшість гідроелектростанцій країни, як чинних, так і споруджуваних; у січні 2005 року до його складу увійшло й ВАТ «Зарамагские ГЭС», яке стало дочірнім товариством компанії (станом на 2012 рік «РусГидро» належало 98,35% акцій ВАТ «Зарамагские ГЭС.
З 2007 року фінансування будівництва було значно збільшено. До цього моменту у відносно високому ступені готовності знаходився пусковий комплекс Головної ГЕС, ступінь готовності споруд Зарамазької ГЕС-1 був значно нижчим — зокрема, до початку 2007 року пройдено лише 6397 м (близько 45%) дериваційного тунелю № 2, будівництво якого визначає терміни здачі ГЕС. Зі споруд напірно-станційного вузла до початку 2000-х років була завершена проходка вертикальної шахти. Стосовно ж будівлі ГЕС-1, на той же момент часу для неї був лише частково розроблений котлован.
| Фінансування будівництва Зарамазьких ГЕС з 2003 року, млн рублів |       |       |       |        |        |        |        |        |        |        |        |
| 2003                                                             | 2004  | 2005  | 2006  | 2007   | 2008   | 2009   | 2010   | 2011   | 2012   | 2013   | 2014   |
| 288,4                                                            | 171,4 | 311,2 | 957,9 | 2143,1 | 1812,5 | 2880,6 | 3619,7 | 1687,4 | 2426,4 | 2188,7 | 2534,0 |

2007 року були оголошені конкурси на поставлення гідросилового обладнання (турбін і генераторів) для Зарамазької ГЕС-1, за підсумками яких переможцями стали фірми Voith Simens Hydro і ВАТ «Элсиб». До кінця року було в цілому завершено відсипання дамби Головної ГЕС, проведена збійка вибоїв № 7 і 8 дериваційного тунелю № 2. 19 лютого 2008 року на будмайданчик Зарамазької ГЕС зійшла потужна лавина об'ємом 100 тис. м³. Загинули три людини, були зруйновані деякі об'єкти будівельної інфраструктури. Протягом року були завершені роботи з греблі, підписаний акт про готовність ложа водосховища до затоплення, завершено будівництво водоприймача і напірного тунелю № 1, пройдено 855 м дериваційного тунелю № 2. У зв'язку зі зривом термінів постачання обладнання, а також тимчасовим призупиненням будівельних робіт через сходження снігових лавин і бойових дій у Південній Осетії пуск Головної ГЕС було перенесено на 2009 рік.
На 1 січня 2009 року готовність споруд Зарамазьких ГЕС оцінювалася в 51 %. 14 січня 2009 року було перекрито будівельний водоскид і почалося заповнення водосховища (до 10 червня 2009 року воно було заповнене до проектної позначки). 9 лютого того ж року на будівельний майданчик ГЕС було доставлено робоче колесо гідротурбіни Головної ГЕС, 5 липня об'єкти видачі потужності станції були поставлені під напругу. Пуск гідроагрегату Головної ГЕС на холостому ходу був проведений 7 липня, а 18 вересня 2009 року відбувся офіційний пуск Головної ГЕС за участю тодішнього прем'єр-міністра Росії Володимира Путіна. 28 вересня 2009 року сильні снігопади пошкодили лінії електропередач з Росії до Південної Осетії, за якими відбувається енергопостачання республіки. Ділянка ЛЕП від кордону до Головної ГЕС залишилася працездатною, що дозволило станції забезпечити видачу електроенергії у Південну Осетію до моменту ліквідації наслідків стихійного лиха. За об'єктами Зарамазької ГЕС-1: протягом 2009 року було пройдено 638 м дериваційного тунелю, завершено проходку субгоризонтальних водогонів, відновлені масштабні земляні роботи на басейні добового регулювання. Пуск станції планувався на 2013 рік.
| Вироблення електроенергії Головної ГЕС |      |      |      |       |       |      |
| Рік                                    | 2009 | 2010 | 2011 | 2012  | 2013  | 2014 |
| Виробіток, млн кВт·год                 | 3,11 | 29,2 | 30,3 | 25,27 | 29,53 | 29,8 |

Протягом 2010 року було завершено спорудження експлуатаційного водоскиду Головної ГЕС, включаючи ремонт будівельного тунелю, що експлуатувався з 1999 року. Було укладено договори на постачання кульових затворів Зарамазькій ГЕС-1, будівництво сталезалізобетонного водогону (підрядник — «Трест Гидромонтаж») і басейну добового регулювання (підрядник — «Čirkejgèsstroj»). Здійснено проходку 1139 м дериваційного тунелю, тривали активні земляні роботи на БСР. 1 червня 2010 року Головна Зарамазька ГЕС передана в оренду Північно-Осетинської філії ВАТ «РусГидро» для подальшої експлуатації. 2011 року було розгорнуто будівництво сталезалізобетонного водогону, переважно завершено земляні і розпочато бетонні роботи на басейні добового регулювання. Була проведена збійка ділянки дериваційного тунелю між вибоями № 3 і 4, непройденою залишилася тільки найскладніша ділянка тунелю між вибоями № 5 і 6 протяжністю близько 4,5 км. Пуск Зарамазької ГЕС-1 було перенесено на 2015 рік.
До початка 2012 року було пройдено близько 11 км (з 14,2 км) довжини дериваційного тунелю № 2. Протягом року були продовжені бетонні роботи на БСР, велися будівництво водогону і проходка дериваційного тунелю, у вертикальній шахті було змонтовано анкерну ланку, а сама шахта підготовлена до монтажу металевого облицювання. До середини 2013 року було пройдено 12 км дериваційного тунелю, розпочато монтаж субгоризонтальних водогонів і облицювання шахти, будівництво поверхневого водогону завершено на 90 %. 2013 року у зв'язку з дефіцитом коштів інвестиційної програми ВАТ «РусГидро» було прийнято рішення про призупинення будівництва.
2013 року скоригована проектна документація отримала позитивний висновок Головдержекспертизи, а також незалежної експертизи, виконаної фірмою Tractebel Engineering. У 2013-2014 роках з метою забезпечення надійності раніше побудованих споруд тривали роботи в дериваційному тунелі (проходка й облицювання), поверхневому і субгоризонтальних водогонах, було змонтовано та забетоновано нижнє коліно у вертикальній шахті, велися бетонні роботи на басейні добового регулювання.
2015 року будівництво було відновлено, об'єкт було включено до інвестиційної програми РусГідро, пуск Зарамазької ГЕС-1 заплановано на 2018 рік. Станом на початок 2015 року, готовність станції оцінювалася в 60 %. Протягом 2015 року була завершена проходка дериваційного тунелю, змонтовано облицювання на більшій частині вертикальної шахти, тривав монтаж облицювання і бетонування у субгоризонтальних водогонах (в одному з них змонтовано та забетоновано понад 5000 м, у другому — 30 м).
2016 року були завершені роботи з монтажу облицювання вертикальної шахти, велися інтенсивні будівельно-монтажні роботи у субгоризонтальних водогонах і на майданчику басейну добового регулювання (зокрема, розпочато бетонування днища БСР. 2017 року було розпочато будівництво будівлі Зарамазької ГЕС-1, а також проходка протиаварійного водоскиду басейну добового регулювання.